# ロベルト・クレメンテ賞

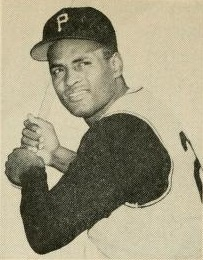
ロベルト・クレメンテ

ロベルト・クレメンテ賞（ロベルト・クレメンテしょう、Roberto Clemente Award）は、メジャーリーグベースボールの賞のひとつ。
人格者で慈善活動を精力的に行っているメジャーリーグ選手に贈られる。年に1人表彰（2014年は2人）。プエルトリコ出身のメジャーリーガー、ロベルト・クレメンテの生前の社会貢献に由来する。1971年の設立当初はコミッショナー賞（Commissioner's Award）であったが、1972年末、クレメンテが慈善活動中に事故死したことを受けて、1973年に当時のMLBコミッショナーであったボウイ・キューンにより賞の名称にクレメンテの名前が冠された。

## 受賞者一覧
| 年度 | 選手                       | 所属球団（受賞当時）                  |
| ---- | -------------------------- | ------------------------------------- |
| 1971 | ウィリー・メイズ           | サンフランシスコ・ジャイアンツ        |
| 1972 | ブルックス・ロビンソン     | ボルチモア・オリオールズ              |
| 1973 | アル・ケーライン           | デトロイト・タイガース                |
| 1974 | ウィリー・スタージェル     | ピッツバーグ・パイレーツ              |
| 1975 | ルー・ブロック             | セントルイス・カージナルス            |
| 1976 | ピート・ローズ             | シンシナティ・レッズ                  |
| 1977 | ロッド・カルー             | ミネソタ・ツインズ                    |
| 1978 | グレッグ・ルジンスキー     | フィラデルフィア・フィリーズ          |
| 1979 | アンドレ・ソーントン       | クリーブランド・インディアンス        |
| 1980 | フィル・ニークロ           | アトランタ・ブレーブス                |
| 1981 | スティーブ・ガービー       | ロサンゼルス・ドジャース              |
| 1982 | ケン・シングルトン         | ボルチモア・オリオールズ              |
| 1983 | セシル・クーパー           | ミネソタ・ツインズ                    |
| 1984 | ロン・ギドリー             | ニューヨーク・ヤンキース              |
| 1985 | ドン・ベイラー             | ニューヨーク・ヤンキース              |
| 1986 | ギャリー・マドックス       | フィラデルフィア・フィリーズ          |
| 1987 | リック・サトクリフ         | シカゴ・カブス                        |
| 1988 | デール・マーフィー         | アトランタ・ブレーブス                |
| 1989 | ゲイリー・カーター         | ニューヨーク・メッツ                  |
| 1990 | デーブ・スチュワート       | オークランド・アスレチックス          |
| 1991 | ハロルド・レイノルズ       | シアトル・マリナーズ                  |
| 1992 | カル・リプケン・ジュニア   | ボルチモア・オリオールズ              |
| 1993 | バリー・ラーキン           | シンシナティ・レッズ                  |
| 1994 | デーブ・ウィンフィールド   | ミネソタ・ツインズ                    |
| 1995 | オジー・スミス             | セントルイス・カージナルス            |
| 1996 | カービー・パケット         | ミネソタ・ツインズ                    |
| 1997 | エリック・デービス         | ボルチモア・オリオールズ              |
| 1998 | サミー・ソーサ             | シカゴ・カブス                        |
| 1999 | トニー・グウィン           | サンディエゴ・パドレス                |
| 2000 | アル・ライター             | ニューヨーク・メッツ                  |
| 2001 | カート・シリング           | アリゾナ・ダイヤモンドバックス        |
| 2002 | ジム・トーミ               | クリーブランド・インディアンス        |
| 2003 | ジェイミー・モイヤー       | シアトル・マリナーズ                  |
| 2004 | エドガー・マルティネス     | シアトル・マリナーズ                  |
| 2005 | ジョン・スモルツ           | アトランタ・ブレーブス                |
| 2006 | カルロス・デルガド         | ニューヨーク・メッツ                  |
| 2007 | クレイグ・ビジオ           | ヒューストン・アストロズ              |
| 2008 | アルバート・プホルス       | セントルイス・カージナルス            |
| 2009 | デレク・ジーター           | ニューヨーク・ヤンキース              |
| 2010 | ティム・ウェイクフィールド | ボストン・レッドソックス              |
| 2011 | デビッド・オルティーズ     | ボストン・レッドソックス              |
| 2012 | クレイトン・カーショウ     | ロサンゼルス・ドジャース              |
| 2013 | カルロス・ベルトラン       | セントルイス・カージナルス            |
| 2014 | ポール・コナーコ           | シカゴ・ホワイトソックス              |
| 2014 | ジミー・ロリンズ           | フィラデルフィア・フィリーズ          |
| 2015 | アンドリュー・マカッチェン | ピッツバーグ・パイレーツ              |
| 2016 | カーティス・グランダーソン | ニューヨーク・メッツ                  |
| 2017 | アンソニー・リゾ           | シカゴ・カブス                        |
| 2018 | ヤディアー・モリーナ       | セントルイス・カージナルス            |
| 2019 | カルロス・カラスコ         | クリーブランド・インディアンス        |
| 2020 | アダム・ウェインライト     | セントルイス・カージナルス            |
| 2021 | ネルソン・クルーズ         | タンパベイ・レイズ ミネソタ・ツインズ |
| 2022 | ジャスティン・ターナー     | ロサンゼルス・ドジャース              |
| 2023 | アーロン・ジャッジ         | ニューヨーク・ヤンキース              |
| 2024 | サルバドール・ペレス       | カンザスシティ・ロイヤルズ            |